# Température vibrationnelle
La température vibrationnelle  {\displaystyle \theta _{vib}}  est un terme synonyme d'énergie vibrationnelle. Les deux quantités sont reliées par la constante de Boltzmann  {\displaystyle E_{vib}=k_{B}\theta _{vib}} . Les bases de données utilisent également la pulsation équivalente  {\displaystyle \omega _{e}}  donnée par  {\displaystyle E_{vib}=hc\,\omega _{e}}  où h est la constante de Planck et c la vitesse de la lumière.
Cette notion est utilisée dans divers cas :
- la température vibrationnelle caractéristique d'un état d'énergie vibrationnelle d'une molécule. Il s'agit d'une constante physique liée à un type de vibration d'une molécule donnée. Le tableau suivant donne quelques valeurs pour des molécules diatomiques dans leur état fondamental  {\displaystyle ^{1}\Sigma ^{+}} [1]. Ces molécules n'ont qu'un seul degré de liberté en vibration.

| Molecule | {\displaystyle \omega _{e}(cm^{-1})} | {\displaystyle \theta _{vib}(K)} |
| -------- | ------------------------------------ | -------------------------------- |
| N2       | 2358.57                              | 3393.5                           |
| O2       | 1432.77                              | 2061.4                           |
| F2       | 916.64                               | 1318.8                           |
| HF       | 4138.33                              | 5954.1                           |
| HCl      | 2990.946                             | 4303.3                           |

- la température vibrationnelle décrivant la distribution des états d'énergie moléculaires dans un milieu hors équilibre thermodynamique mais dans lequel la fréquence des collisions est suffisante pour supposer qu'est vérifiée (au moins approximativement) une distribution de Boltzmann des énergies vibrationnelles[2]. Il s'agit alors d'une variable de calcul.